# Eulophia aculeata
Eulophia aculeata là một loài thực vật có hoa trong họ Lan. Loài này được (L.f.) Spreng. mô tả khoa học đầu tiên năm 1826.